# Études politiques
Études politiques est un livre du sociologue français Raymond Aron paru en 1972.